# Ora che
Ora che è un brano musicale del 2012, scritto da Max Campioni e arrangiato da Lauro Ferrarini; fu prodotto da Verdiano Vera e inciso a scopo benefico dagli Artisti Uniti per Genova, un supergruppo italiano di celebrità della musica pop, riunitesi secondo il modello della Band Aid di Do They Know It's Christmas?. I proventi raccolti con Ora che furono devoluti alla Croce Bianca Genovese, afflitta in quel periodo per la perdita delle vite avvenuta durante la disastrosa alluvione di Genova del 4 novembre 2011. Gli Artisti Uniti per Genova raccolsero con il brano Ora che i soldi necessari all'acquisto di un'autoambulanza.
L'idea di un brano musicale per raccogliere fondi per la Croce Bianca fu originariamente di Verdiano Vera che riuscì a coinvolgere tanti artisti in un unico luogo per effettuare l'incisione, sul modello del progetto Domani 21/04.2009, che nel 2009 aveva aiutato le vittime del terremoto avvenuto in Abruzzo.
Il brano, scritto e composto da Max Campioni e arrangiato da Lauro Ferrarini, fu inciso nel gennaio 2012 nello Studio Maia a Genova.
Parteciparono 37 musicisti, incluso lo stesso Verdiano Vera, ideatore del progetto, che ne seguì la registrazione. Trenta artisti si alternarono alla voce solista; fra gli altri, Vittorio De Scalzi, Michele, Irene Fornaciari, Roberto Tiranti, Piero Parodi, il Gabibbo, Alexander, I Trilli, i Buio Pesto, i Latte e Miele, i Delirium, Daniele Raco e Andrea Di Marco.
La Maia Records si accollò per intero le spese di produzione e di distribuzione. Ora che fu pubblicato il 24 aprile 2012. Il CD fu distribuito e venduto in tutta Genova tramite le edicole, le tabaccherie e le profumerie. Le copie andarono subito esaurite. Fu creato anche un videoclip inserito all'interno del CD.

## Cantanti
Ognuno dei seguenti cantanti (in ordine sparso) canta uno o più versi nel brano:
- Vittorio De Scalzi dei New Trolls
- Irene Fornaciari
- Roberto Tiranti
- Michele
- Piero Parodi
- Ettore Vigo dei Delirium
- Martin Grice dei Delirium
- Sergio Alemanno
- Gabibbo di Striscia la notizia
- Giorgio Usai dei New Trolls
- Buio Pesto
- I Trilli
- Claudia Pastorino
- Enrico Lisei
- Matteo Merli
- Massimo Gori dei Latte e Miele
- Giancarlo Marcello della Casa dei Latte e Miele
- Luciano Ventriglia
- Gianfranco Minelli
- Alexander
- Max Campioni
- Alberto Marafioti
- Stefano Lupo Galifi del Museo Rosenbach
- Franco Faloppi
- Andrea Di Marco
- Marco Rinaldi
- Andrea Possa
- Pippo Lamberti
- Daniele Ronchetti
- Daniele Raco

Altri musicisti
- Lauro Ferrarini - chitarra elettrica, sequencer, tastiera
- Salvatore Camilleri - batteria
- Bob Callero - basso
- Giancarlo Marcello Della Casa - chitarra classica
- Giorgio Usai - tastiere
- Martin Grice - flauto